# Arapahoe (Nebraska)
Arapahoe – miasto w Stanach Zjednoczonych, w stanie Nebraska, w hrabstwie Furnas.